# Подільська повстанська група
Подільська повстанська група — повстанська група у складі Повстанської армії УНР, сформована восени 1921 року у Польщі за сприяння місцевої влади з інтернованих у Каліші, Александруві-Куявському і Стшалково українських вояків для участі у Другому Зимовому поході.

## Створення
Задумана як кінна, Подільська група підполковника Михайла Палія-Сидорянського формувалася у прикордонному місті Копичинці із козаків 4-ї Київської та 5-ї Херсонської дивізій УНР у кількості до 700 бійців, на озброєнні мала 200 гвинтівок, 10,000 набоїв до них, а також 5 кулеметів, 4 стрічки з набоями, 12 — без набоїв і лише 12 коней. При формуванні до групи зголосилося вступити 525 осіб, але напередодні переходу ця кількість зменшилася до 330 стрільців та 44 старшин.

## Керівництво
- Начальник штабу — сотник Василь Оксюк.
- Командувач повстанською групою — підполковник Михайло Палій-Сидорянський.
- Помічник командира групи — підполковник Сергій Чорний.
- Начальник оперативного відділу — сотник Пустовойтенко.
- Командир розвідувального відділу — поручик Павло Сумароків.

Серед командирів цієї групи були: командир куреня — сотник Олександр Пащенко, скорострільної сотні — сотник Дищенко, артилеристів — сотник Федір Терещенко, першою сотнею командував поручник Микола Старовійт, другою — сотник Григорій Маслівець, третьою — поручник Сергій Мерінов, четвертою — поручник Новиків. При штабі групи перебував польський зв'язковий старшина Шолін.

## Завдання
Основним завданням Подільської групи, як і Бессарабської, було відволікання основних сил більшовиків від Волинської групи Тютюнника. Реалізувати такий план планувалося пройшовши групою між червоноармійськими частинами у районі Бар — Хмільник — Вінниця — Житомир. Після цього планувалося з'єднання з Волинською повстанською групою в районі Малин — Чоповичі — Радомишль для подальшого спільного наступу на Київ.

## Бойові дії
О 23-й годині 25 жовтня 1921 року біля села Голенищеве радянсько-польський кордон перетнув загін Сумароківа Подільської групи, розгромивши заставу прикордонної варти більшовицьких військ. У полон було захоплено 3-х комісарів, 13 вояків, а також здобуто 2 кулемети, 14 коней, бричку і тачанку з кіньми. 
О 2-й годині ночі 26 жовтня кордон перейшла основна частина Подільської групи поблизу села Бондарівка, взявши в полон 6 більшовицьких прикордонників. За кілька годин українські повстанці обеззброїли ще 40 червоноармійців.
Повстанський рух на окупованій більшовиками території України не мав достатньо інформації про початок рейду та маршрути груп, тому не зміг надати суттєвої допомоги. Один з найбільших на Поділлі повстанських отаманів Орел-Гальчевський, який мав зброю, коні та повстанців не зміг приєднався до походу, тому здійснював диверсійні акти проти червоноармійських частин, які переслідували Подільську групу.
У селі Згарок група Палія-Сидорянського напала на 8-й кінний полк Червоного козацтва. Частину окупантів повстанці знищили, проте деяким червоноармійцям, у тому числі й командиру 8-го полку, вдалося врятувалися втечею. Також було захоплено полковий прапор 8-го полку.
1 листопада 1921 року в бою під Авратином було поранено командира групи Палія-Сидорянського. Його відправили до радянсько-польського кордону під охороною 12 кіннотників, а керівництво групою взяв на себе Сергій Чорний.
6 листопада Подільська група перемістилася у визначений Повстансько-партизанським штабом район, де мало відбутися з'єднання з головними повстанськими силами — Волинською групою. Загони під командуванням Чорного пройшли маршем через Потіївку, Нянівку і рушили в напрямку Радомишля. 9 листопада, під час переходу через села Велике Клеще та Рудня-Базарська, вояки Подільської групи дізналися, що Волинська група зазнала поразки у бою за Коростень і відійшла у напрямку села Дідковичі. Командування Подільської групи вирішило наздогнати головні повстанські сили і наказало рухатися в напрямку містечка Базар. На шляху було знищено більшовицький каральний відділ з 40 червоноармійців і 8 чекістів.
За час перебування Подільської групи на окупованій Росією території України до неї приєдналися отамани Струк та Орлик зі своїми повстанськими загонами, які, проте, були значно ослаблені більшовицькими каральними акціями.
18 листопада командування групи довідалося про поразку основних повстанських сил у бою під Малими Міньками, тому був даний наказ Подільській групі про початок повернення до Польщі. Кордон вона перетнула між містечком Острог та селом Милятин 6 грудня 1921 року. Після переходу кордону вояки змушені були здати зброю польській владі.